# Rakalven
Rakalven är en sjö i Gislaveds kommun och Vaggeryds kommun i Småland och ingår i Nissans huvudavrinningsområde. Sjön är 5,8 meter djup, har en yta på 0,69 kvadratkilometer och befinner sig 239 meter över havet. Sjön avvattnas av vattendraget Svanån (Radan). Vid provfiske har abborre, gädda, mört och sik fångats i sjön.

## Delavrinningsområde
Rakalven ingår i det delavrinningsområde (638096-138415) som SMHI kallar för Inloppet i Stengårdshultasjön. Medelhöjden är 268 meter över havet och ytan är 33,73 kvadratkilometer. Det finns ett delavrinningsområde uppströms, och räknas det in blir den ackumulerade arean 54,5 kvadratkilometer. Svanån (Radan) som avvattnar avrinningsområdet har biflödesordning 2, vilket innebär att vattnet flödar genom totalt 2 vattendrag innan det når havet efter 172 kilometer. Delavrinningsområdet består mestadels av skog (81 procent). Avrinningsområdet har 1,12 kvadratkilometer vattenytor vilket ger det en sjöprocent på 3,3 procent.